# 越南巡逻艇太平岛鸣枪事件
越南巡逻艇太平岛鸣枪事件是指在2012年3月越南艦艇两次向中华民国南海领土太平岛驶进引發的外交事件。

## 事件经过
2012年3月22日、2012年3月26日，越南艦艇两次向中华民国南海领土太平岛驶进；過程中越南巡逻艇曾以机枪鸣枪挑衅，随后中华民国海巡警艇也以鸣枪回应，而太平岛守军一度进入备战状态。

## 各方反应

### 中华民国
中华民国总统府紧急召开跨部会会议，一方面明确指示太平岛守军不得率先动武，另一方面则透过外交途径向越南表达最严重抗议。